# Elfriede Lender
Elfriede Amanda Lender (19 de maio de 1882, em Tallinn - 10 de abril de 1974, em Estocolmo) foi uma pedagoga da Estónia.
A partir de 1901 trabalhou como professora em Tallinn. Em 1907 ela fundou a Escola Privada Elfriede Lender, onde meninas da Estónia poderiam estudar. De 1920 a 1927 ela estudou na Universidade de Tartu. Em 1937 estabeleceu um seminário para educadores pré-escolares (em estoniano:  lasteaednike seminar).
Em 1944 ela fugiu para a Suécia e de 1945 a 1962 ela trabalhou em Estocolmo.
O seu esposo foi o engenheiro Voldemar Lender.